# Чорняк великий
Чорняк великий (Megalampitta gigantea) — вид горобцеподібних птахів родини Melampittidae.

## Поширення
Вид поширений у низинних і гірських дощових лісах Нової Гвінеї.

## Опис
Птах завдовжки близько 29 см. Тіло повністю чорне з сильним темно-сірим дзьобом.